# Prépostfalva
Prépostfalva (románul Stejărișu, korábban Prostea, németül Probstdorf) falu Romániában Szeben megyében.

## Fekvése
Medgyestől 46 km-re délkeletre fekszik, Jakabfalvához tartozik. A település eredetileg a Hortobágy patak két oldalán helyezkedett el, a gyakori áradások miatt azonban északra költözött. Az egykori falu helyének emlékét egyes szász helynevek őrizték meg, mint pl. "der alder Kirch" ("a másik templom"), "den alten Dorf" ("a régi falu"). Régészek egy 1867-es ásatás során meg is találták a falu régi templomának maradványait.

## Nevének eredete
A falu 1223-ban a szebeni prépostság birtoka lett, innen kapta nevét. Ezt megelőzően (az 1223-as adományozási levél alapján) Borothnik volt a neve.

## Története
1223-ban Borothnik néven említették először. Jelenlegi nevét először egy 1339-ben keltezett oklevélben használták (villa Prepositi).
1910-ben 873, többségben román lakosa volt, jelentős német kisebbséggel. A trianoni békeszerződésig Nagy-Küküllő vármegye Szentágotai járásához tartozott.

## Látnivalók
- Lutheránus erődtemploma a 14. században épült, gótikus stílusban. Tornya 1500 körül épült, szentélyét 1860-ban átalakították, ekkor bontották le az egykori 3–4 m magas kerítőfalat.